# I've Got a Voice

I've Got a Voice — другий студійний альбом австрійської співачки Надін Байлер. Був випущений 13 травня 2001. Альбом посів 3 місце в Austrian Singles Chart.

## Сингли
- «The Secret Is Love» — сингл яким Надін Байлер представляла Австрію на пісенному конкурсі Євробачення 2011. Це перший представлений сингл з альбому, його реліз відбувся 3 січня 2011. Він посів 9 місце в Austrian Singles Chart[2].

## Трек-лист
| #   | Назва                                | Тривалість |
| --- | ------------------------------------ | ---------- |
| 1.  | «I Won't Stand In The Waiting Line»  | 3:45       |
| 2.  | «Against All Rules»                  | 3:19       |
| 3.  | «The Secret Is Love»                 | 3:04       |
| 4.  | «Never Ever»                         | 3:38       |
| 5.  | «You're Always Black And White»      | 3:46       |
| 6.  | «Mr. Right Now»                      | 3:15       |
| 7.  | «I've Got A Voice»                   | 4:30       |
| 8.  | «Can I Rely On You»                  | 3:31       |
| 9.  | «Keep Up With Me»                    | 4:21       |
| 10. | «You Are The Sun»                    | 4:51       |
| 11. | «I Wanna Thank You»                  | 5:21       |
| 12. | «Night Owls»                         | 3:33       |
| 13. | «Girl Or Boy»                        | 3:18       |
| 14. | «Turn Around»                        | 4:41       |
| 15. | «The Secret Is Love - (Dance Remix)» | 3:47       |